# Astragalus floridus
Astragalus floridus är en ärtväxtart som beskrevs av Aleksandr Andrejevitj Bunge. Astragalus floridus ingår i släktet vedlar, och familjen ärtväxter. Inga underarter finns listade i Catalogue of Life.